# Muchacha italiana viene a casarse (telenovela de 2014)
Muchacha italiana viene a casarse es una telenovela mexicana producida por Pedro Damián para Televisa, entre 2014 y 2015. Es una adaptación de la telenovela argentina homónima de 1969, que ya había sido adaptada en México con el mismo título en 1971. Se estrenó por el Canal de las Estrellas el 20 de octubre de 2014 en sustitución de La gata, y finalizó el 21 de junio de 2015 siendo reemplazado por Amor de barrio.
Está protagonizada por Livia Brito y José Ron; y con las participaciones antagónicas de Nailea Norvind, Salvador Pineda, Miguel Ángel Biaggio, Candela Márquez, Mimi Morales, Francisco Gattorno y Paula Marcellini. Cuenta además con las actuaciones estelares de Lourdes Munguía, Ela Velden, Maribel Guardia, Eleazar Gómez, Fernando Allende y los primeros actores Isela Vega y Enrique Rocha.

## Sinopsis
Fiorella Bianchi (Livia Brito) es una joven italiana, sencilla, humilde, y sobre todo muy hermosa y de buenos sentimientos. Huérfana de madre, cuida y mantiene a su hermana menor, Gianna (Ela Velden), de 17, que tiene una condición cardíaca y a su padre, Mario (Ricardo Blume), aquejado de neumonía y cuando éste muere, Vittorio Dragone (Enrique Rocha), dueño de un importante restaurante italiano establecido en México le propone matrimonio a Fiorella y promete hacerse cargo de los gastos médicos de su hermana. Como es bastante mayor que la muchacha, Vittorio le envía una foto de cuando era joven, Fiorella, empujada por las necesidades y la ilusión de casarse con un hombre bueno, acepta. Las dos hermanas viajan a México, en donde por una serie de desencuentros, se pierden. Nunca encuentran a Vittorio y después de muchas penurias, logran llegar a vivir al paradisíaco Rancho de la prominente familia Ángeles; donde Fiorella obtiene un trabajo y consigue que Gianna reciba tratamiento para su mal cardíaco. Es ahí donde encuentra a Pedro Ángeles (José Ron), el hombre de sus sueños, que también se enamora de ella; y a su ambiciosa y mezquina familia que vive inmersa en la lucha por una herencia construida a base de misterios y algunos crímenes. Las diferencias sociales entre ellos son enormes, pero aun así, Pedro y Fiorella buscan defender su amor de los obstáculos del destino; sin embargo, Vittorio, que nunca cejó en su empeño de encontrarla, lo hace y pone en marcha sus planes para casarse con ella.

## Reparto
- Livia Brito como Fiorella Bianchi / Fiorella Ortzini Michel de Ángeles
- José Ron como Pedro Ángeles Bravo
- Enrique Rocha como Vittorio Dragone
- Fernando Allende como Sergio Ángeles
- Ela Velden como Gianna Bianchi / Gianna Ortzini Michel de Ángeles
- Isela Vega como Eloísa Vda. de Ángeles
- Eleazar Gómez como Benito Segura
- Salvador Pineda como Dante Dávalos
- Nailea Norvind como Federica Ángeles
- Maribel Guardia como Julieta Michel de Ortzini
- Lourdes Munguía como Joaquina García
- Francisco Gattorno como Aníbal Valencia
- Miguel Ángel Biaggio como Osvaldo Ángeles Bravo
- Mimi Morales como Sonia Roldán de Ángeles
- Candela Márquez como Aitana De la Riva Palma
- César Bono como Reynaldo Segura
- Raquel Garza como Adela de Segura
- Ricardo Blume como Mario Bianchi
- Jessica Coch como Tania Casanova
- Arturo García Tenorio como Fidel
- Paula Marcellini como Roxana Ángeles García de Segura
- José Pablo Minor como Gael Ángeles Bravo
- Marco DiMauro como Santino Ortzini
- Sol Méndez como Diana Alarcón
- Mariagna Prats como Pilar Bravo
- Claudia Acosta como Simona
- Humberto Elizondo como Juan Michel
- Carmen Rodríguez como Celeste Palma de De la Riva
- José Antonio Barón como Benigno De la Riva
- Claudio Báez como Máximo Ángeles
- Alicia Encinas como Livia Alarcón
- Vanesa Restrepo como Alina
- Irina Baeva como Katia
- Marcus Ornellas como Agustín Fonseca
- Roberto Malta como Fabio
- Aitor Iturrioz como Ramiro
- David Fridman como Domingo
- Dobrina Cristeva como Belinda
- Polly como Viridiana
- Luis Bayardo como Juez
- Julio Mannino como Osvaldo Ángeles (padre)
- Karla Cossío como Sara de Ángeles
- Josh Gutiérrez como Dante Dávalos (joven)

## Producción

### Antecedentes
Pedro Damián anunció su intención de producir una adaptación de Muchacha italiana viene a casarse en la primavera de 2014. El casting para la telenovela se realizó de mayo a julio en la Ciudad de México. En julio y principios de agosto, Eleazar Gómez, José Pablo Minor, Jessica Coch y Ela Velden fueron algunos de los primeros actores confirmados para la telenovela. Irán Castillo había sido seleccionada para participar en el proyecto, pero posteriormente se retiró, citando preocupaciones relacionadas con su salud. Livia Brito y José Ron fueron confirmados oficialmente como los protagonistas el 18 de agosto de 2014.

### Filmación
La producción comenzó oficialmente el 25 de agosto de 2014. Brito, Ron y Velden filmaron escenas y spots promocionales en Maratea, Italia, durante dos semanas. El elenco comenzó a filmar en la Ciudad de México a principios de septiembre. Livia Brito y Ela Velden estudiaron italiano para retratar sus roles con mayor precisión.
La producción en la Ciudad de México terminó a fines de abril de 2015. A principios de mayo de 2015, Brito, Ron, Velden, Isela Vega, Maribel Guardia, Fernando Allende y José Pablo Minor viajaron a Maratea, Nápoles y otros lugares italianos, incluida una playa en Cersuta, donde pasaron tiempo filmando el final de la telenovela. La producción se completó oficialmente el 12 de mayo de 2015 en Italia. El elenco regresó a la Ciudad de México a fines de mayo.

### Promoción
El 6 de octubre de 2014, el reparto participó en una ceremonia de oración budista tibetana, a la que también asistió el embajador de Italia en México, Alessandro Busacca. El 15 de octubre de 2014, el reparto, el equipo y un tráiler promocional, con nuevas escenas exclusivas, fueron presentados a los medios de comunicación en un evento especial en Televisa San Ángel; Se transmitió en vivo para los fanáticos en el sitio web oficial de la telenovela.

## Audiencia
| Temporada | Horario (CT) | Episodios | Primera emisión       | Primera emisión    | Última emisión      | Última emisión       |
| Temporada | Horario (CT) | Episodios | Fecha                 | Audiencia (Puntos) | Fecha               | Audiencia (Puntos)   |
| --------- | --- | --------- | --------------------- | ------------------ | ------------------- | -------------------- |
| 1         | Lunes a viernes 16:15 - 17:15 h. Lunes a viernes 16:15 - 16:45 h. (eps. 166-175) Domingo 18:00 - 20:00 h. (ep. 176) | 176       | 20 de octubre de 2014 | 18.1               | 21 de junio de 2015 | 15.4[cita requerida] |

## Premios y nominaciones

### TV Adicto Golden Awards 2014
| Categoría                          | Nominados    | Resultados |
| ---------------------------------- | ------------ | ---------- |
| Mejor música incidental            | Pedro Damián | Ganador    |
| Mejor lanzamiento juvenil femenino | Ela Velden   | Ganadora   |
| Mejor primera actriz               | Isela Vega   | Ganadora   |
| Mejor protagonista masculino       | José Ron     | Ganador    |
| Mejor telenovela juvenil           | Pedro Damián | Ganador    |

### Kids Choice Awards 2015
| Categoría                 | Nominados                         | Resultados |
| ------------------------- | --------------------------------- | ---------- |
| Actor favorito            | José Ron                          | Nominado   |
| Actriz favorita           | Livia Brito                       | Nominado   |
| Revelación favorita       | Ela Velden                        | Nominado   |
| Serie o programa favorito | Muchacha italiana viene a casarse | Nominado   |

### Premios TVyNovelas 2016
| Categoría                   | Nominados                                                                             | Resultados |
| --------------------------- | ------------------------------------------------------------------------------------- | ---------- |
| Mejor telenovela            | Pedro Damián                                                                          | Nominado   |
| Mejor actriz protagónica    | Livia Brito                                                                           | Nominada   |
| Mejor primera actriz        | Isela Vega                                                                            | Nominada   |
| Mejor actriz de reparto     | Raquel Garza                                                                          | Nominada   |
| Mejor actriz de revelación  | Ela Velden                                                                            | Ganadora   |
| Mejor director de escena    | Juan Carlos Muñoz                                                                     | Nominado   |
| Mejor director de cámaras   | Vivian Sánchez                                                                        | Nominado   |
| Mejor historia o adaptación | María Eugenia Cervantes, Luis Mariani, Mario Iván Sánchez, Mariana Palos y Rocío Lara | Nominados  |

### Premios Juventud 2016
| Categoría                | Nominados                                 | Resultados |
| ------------------------ | ----------------------------------------- | ---------- |
| Mi protagonista favorito | José Ron                                  | Nominado   |
| Mi protagonista favorita | Livia Brito                               | Nominado   |
| Mejor tema novelero      | «A dónde va nuestro amor» por Playa Limbo | Nominado   |